# Нікольський Інокентій Михайлович
Інокентій Михайлович Нікольський (1906, місто Іркутськ, тепер Російська Федерація — 1971?, тепер Російська Федерація) — радянський державний діяч, голова виконавчого комітету Іркутської і Пермської обласних рад. Депутат Верховної ради Російської РФСР 2-го і 5-го скликань. Депутат Верховної ради СРСР 3—4-го скликань.

## Життєпис
Народився в родині службовців. З березня 1920 по вересень 1923 року працював у приватних селянських господарствах.
З вересня 1923 по липень 1924 року — слухач Іркутської школи радянського та партійного будівництва.
У липні 1924 — травні 1925 року — завідувач хати-читальні села Перфілово Іркутської губернії.
У травні 1925 — червні 1926 року — голова Братського районного політико-просвітницького комітету.
У липні 1926 — серпні 1927 року — завідувач партійної школи.
З вересня 1927 по червень 1930 року — слухач Іркутського робітничого факультету.
У червні — жовтні 1930 року — слюсар залізничного депо станції Нижньо-Удинськ.
У жовтні 1930 — серпні 1931 року — бібліотекар районної бібліотеки.
У вересні 1931 — листопаді 1933 року — студент Московського інституту інженерів транспорту, закінчив три курси.
У листопаді 1933 — жовтні 1934 року — старший інженер дорожньо-транспортного відділу Повноважного представництва ОДПУ (Управління НКВС) Східно-Сибірського краю.
У листопаді 1934 — квітні 1942 року — заступник начальника, начальник Державної автомобільної інспекції Управління НКВС по Іркутській області.
Член ВКП(б) з 1940 року.
У квітні 1942 — листопаді 1943 року — 1-й заступник голови виконавчого комітету Іркутської міської ради депутатів трудящих.
У листопаді 1943 — листопаді 1947 року — заступник голови виконавчого комітету Іркутської обласної ради депутатів трудящих.
19 листопада 1947 — 29 жовтня 1952 року — голова виконавчого комітету Іркутської обласної ради депутатів трудящих.
У жовтні 1952 — листопаді 1953 року — слухач Курсів перепідготовки при ЦК КПРС.
У грудні 1953 — березні 1962 року — голова виконавчого комітету Молотовської (Пермської) обласної ради депутатів трудящих.
У квітні — грудні 1962 року — начальник Управління м'ясної, молочної та харчової промисловості Ради народного господарства Пермського економічного адміністративного району.
У грудні 1962 — травні 1963 року — начальник Управління м'ясної, молочної та харчової промисловості Ради народного господарства Західно-Уральського економічного району. У травні 1963 — січні 1966 року — начальник Управління м'ясної та харчової промисловості Ради народного господарства Західно-Уральського економічного району.
У січні 1966 — серпні 1968 року — начальник Пермського обласного управління м'ясної промисловості.
З 1968 року — на пенсії.

## Нагороди
- орден Трудового Червоного Прапора (1957)
- медаль «За трудову доблесть»
- медалі